# Cicia
Cicia (pronunciato [ðiðia]) è un'isola delle Figi del gruppo Lau (o arcipelago orientale) ed ha natura vulcanica. La sua superficie è di 34 km². Le sue coordinate sono: latitudine 17,75 ° S, longitudine 179,33 ° W.
L'isola di Cicia è abitata e dotata di un aeroporto, l'"aeroporto Cicia".
Sul suo territorio è stata introdotta la "gazza australiana" (Gymnorhina tibicen), uccello appartenente alla famiglia Artamidae, al fine di controllare i parassiti del cocco.